# Український колабораціонізм з нацистською Німеччиною
Український колабораціонізм (від фр. collaboration — співпраця) — співпраця різних українських націоналістичних груп із нацистським режимом у ході Другої світової війни з тих чи інших причин.

## Визначення терміну
У класичному розумінні термін «колабораціонізм» означає співпрацю громадянина держави з її ворогами на шкоду державі. Уперше використав його генерал Філіпп Петен, який очолював так званий режим Віші та закликав французів до співпраці з нацистською Німеччиною («J'entre aujourd'hui dans la voie de la collaboration…», 30.10.1940). Термін швидко увійшов і до інших мов та активно використовувався радянською пропагандою із виразно негативним забарвленням.
При характеристиці цього явища в середовищі українства враховується кілька чинників, що робить його відмінним від західноєвропейського та змінює його трактування по суті від прийнятого радянською історіографією. Слід зазначити, що співпраця різного рівня з нацистською Німеччиною була майже у всіх окупованих нацистами країнах Європи: від Франції, до Югославії і до СРСР тощо.
У країнах, де існував «колабораціонізм», паралельно існували потужні рухи опору, які зіграли провідну роль у перемозі над нацизмом. Проте радянська історіографія, як правило, замовчувала будь-яку інформацію про національні військові формування або «східні легіони», укомплектовані німцями з-поміж представників народів СРСР. І тільки з руйнацією радянської системи та встановленням в Україні демократичних свобод стало можливим уголос говорити про трагічні й невідомі сторінки нашої історії без побоювання та неприємних наслідків.
Говорячи про «зрадництво», радянська влада не робила навіть віддалених спроб розкрити або прокоментувати природні причини цього явища. Більше того, у радянських підручниках і книгах з'явився дивний для звичного слуху словесний термін — «народ-зрадник», що характеризує поняття народу як якогось однорідного суб'єкта. Така форма суперечить ленінсько-сталінському визначенню народу — як різноманітного співтовариства людей. Вся безглуздість подібних несумісних ідеологічних дефініцій наочно виявилася на прикладі організованого радянською владою виселення народів. Коли за стандартним формулюванням — «вороги народу» — зі своєї історичної батьківщини виселяли в Сибір цілі «народи-зрадники». Під цю категорію в різні часи потрапили: слов'яни — українці (галичани); мешканці Балтійського регіону — естонці, латиші, литовці; також кримські татари, греки, болгари, вірмени; кавказці — чеченці, інгуші, турки-месхетинці та багато інших народів. Така була сутність радянського тоталітарного режиму і сталінської національної політики. Традиційна ворожість до окремих народів, визначених радянською владою, як «народи-зрадники», збереглася і дотепер у свідомості багатьох людей радянського покоління. Спростувати офіційну радянську пропаганду або спробувати дати об'єктивну історичну оцінку мало хто наважувався. Лише одиниці зважувалися на таке протистояння з офіційною радянською ідеологією і мали надалі незавидну долю.

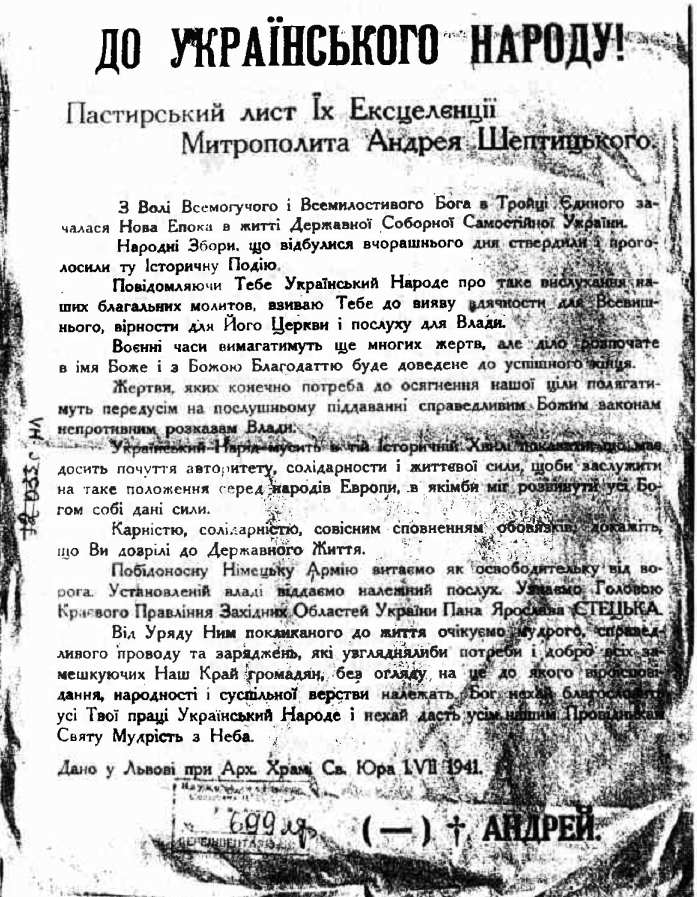
Звернення українського духовенства до українців із закликом до присяги на вірність Третьому Рейху

## Загальний погляд на колабораціонізм
Згідно з загальним національним правом, діяльність колаборантів визнавалась як зрада громадян інтересам своєї держави. Залежно від ступеню шкоди, що була завдана державі їхньою діяльністю, передбачалася кримінальна відповідальність — довгострокове ув'язнення чи смертна кара.
Наприклад, до смертної кари були засуджені поряд із керівниками нацистської Німеччини й лідери колабораціонізму: Філіпп Петен і П'єр Лаваль у Франції, Відкун Квіслінг — у Норвегії, Антон Муссерт — у Нідердандах, Йозеф Тисо — у Словаччині. Самогубством покінчив життя сербський коллаборант Мілан Недіч, коли був під слідством. Масові процеси в багатьох країнах Західної Європи засудили більш 100 000 людей за цим морально тяжким обвинуваченням (див. Pursuit of Nazi collaborators).
 Основними мотивами для затримання підозрюваних у колабораціонізмі були:
- помста за вбитих;
- бажання побачити, як винні постали перед правосуддям і були визнані судом злочинцями;
- засіб забезпечення того, щоб вчинені злочинні дії були виявлені та внесені в офіційний протокол разом із доказами, щоб їх ніколи не можна було спростувати;
- широко поширене уявлення про те, що геноцид цілих спільнот і культур у такому масштабі є неприпустимим і не повинен залишатися без судового переслідування;
- побоювання, що існує «нацистське підпілля» яке могло б проголосити Четвертий рейх.

На відміну від загального трактування поняття колабораціонізму комуністичні режими Східної Європи були схильні розглядати також військовими чи кримінальними злочинцями людей, які:
- пасивно виконували свої громадські обов'язки без скоєння злочинів (але громадянський лад повинен забезпечити агресор згідно з міжнародною Гаазькою конвенцією 1907 року);
- були до цього примушені (а це — порушення своїх обов'язків агресором, а не окупованим населенням);
- були військовополоненими (також не є злочином; офіційний статус і захист надано Женевською конвенцією 1929 року);
- вели національно-визвольну боротьбу проти колоніального режиму чи боролись як партизани проти окупантів (не є злочином; за Женевської конвенції 1949 року) їх визнали комбатантами та на них поширили права військовополонених);
- були громадянами інших держав;
- перейшли на бік ворога у штучно створених цією державою умовах, які становлять загрозу для життя людини чи навіть існування національної, етнічної чи релігійної групи (наприклад, депортація, репресії, голодомори, геноцид та ін.).

## Факти співпраці з Німеччиною
- Координація дій німецьких військових органів та ОУН[6] Поліською Січчю впродовж перших років війни. Багато з їх членів перейшло пізніше до Української повстанської армії, що потім воювала проти нацистів.
- Формування легіонів Нахтігаль і Роланд (Присягали на вірність Україні) у складі Вермахту. Восени 1941 року були об'єднані у 201-й батальйон шуцманшафту. Після розформування наприкінці 1942 року, коли було проголошено прагнення створити Українську державу (відмовились продовжити службовий контракт) більшість командирів та старшин приєдналась до Української повстанської армії (Роман Шухевич) чи дивізії Ваффен-СС «Галичина» (Євген Побігущий).
- Формування 14 Гренадерної дивізії Ваффен-СС «Галичина» (Першої української) 28.04.1943, яка проіснувала до закінчення війни у 1945 році (14 тисяч чоловік).

Оцінки дій дивізії суперечливі — від борців проти режиму Совєтів до стверджень, що, як найменше, деякі бійці були жертвами насильницького призову.
Дивізія була організована за допомогою громадського Українського Центрального Комітету на чолі з Володимиром Кубійовичем (Окупована Польща, 1939—1945), ОУН (м), Української греко-католицької церкви. ОУН (б) спочатку не була згодна з цією ідеєю, частково тому що дивізія створювалась за межами її контролю, та наголошувала, що солдати дивізії будуть використані німцями як «гарматне м'ясо».
- Українці у Schutzmannschaft-Battalion («шума»)

109, 114, 115, 116, 117, 118, 201-й українські батальйони «шуцманшафту» (Schutzmannschaft-Battalion) брали участь в операціях проти радянських партизан в Україні та Білорусі. В лютому—березні 1943 року 50-й батальйон брав участь поруч з деякими латиськими та 2-м литовським батальйоном у операції «Зимові чари» (нім. Winterzauber). Батальйони «шуми» спалили декілька сіл через підозру у підтримці радянських партизан.
- Формування Українського Визвольного Війська, тобто добровільних підрозділів, творених з полонених радянської армії української національності в німецькій армії. Тривало з паузами впродовж 1941—1945 рр., доки всі українські збройні сили, які перебували на службі Третього Рейху, не були об'єднані в Українську національну армію (УНА, з 12.03.1945) на чолі з Павлом Шандруком, колишнім генерал-хорунжим армії УНР, якого затвердила Президія Українського національного комітету (УНК) у згоді з президентом УНР в екзилі Андрієм Лівицьким. Обидва крила ОУН брали участь у створенні УНК, політичної організації УНА[11].
- Українці в адміністративних та поліцейських структурах. Ця категорія, до прикладу, охоплює тих, хто працював на посадах перекладачів[12].

### Кваліфікація співпраці
2 грудня 1941 р. наказ НКВС СРСР № 001683 планував виявити та арештувати за співпрацю з ворогом не лише «зрадників і провокаторів», які перебували на службі окупаційної влади, а й тих, що сприяли їй у проведенні антирадянських заходів і переслідуванні партійно-радянського активу та чесних радянських громадян. 
 27 грудня 1941 р. говорилось про виселення у віддалені області СРСР «родини осіб, що служили в адміністративно-
каральних органах німецької влади, а також добровільно відступили разом з фашистськими військами [...]». 
 На початку 1942 р. таємний циркуляр НКВД СРСР говорив, що необхідно арештовувати власників будинків, де жили службовці окупаційної влади, комуністів, які офіційно зареєструвалися в окупаційних органах влади, жінок, які вийшли заміж за німецьких військовослужбовців і чиновників, всіх працівників установ, підприємств та організацій, які діяли під час окупації, членів родин осіб, «які добровільно виїхали разом з німцями».
Одночасно з'явилися документи судових органів влади щодо кваліфікації діяльності осіб, які перебували на окупованих ворогом радянських територіях та за які дії наставала кримінальна відповідальність. 
 В кінці 1943 на початку 1944 рр. законодавчі акти почали визначити ступінь відповідальності та міру покарання за співпрацю з противником.
 Зрештою 7 березня 1944 р. замінивши слово «кордон», на «лінію фронту», вища судова інституція держави автоматично розширила коло «злочинців» не лише за рахунок «зрадників» із числа цивільних, а й їх родичів.

### Пошук злочинців
Пошуком «зрадників батьківщини» серед військово-службовців, котрі були у німецькому полоні або в оточенні, займалася військова контррозвідка — особливі відділи Наркомату оборони (з квітня 1943 р. — «СМЕРШ»). 
 Осіб, які співпрацювали з окупантами, виявляли під час обліку й перереєстрації населення на щойно звільнених територіях. 
 Окрім того перевірялась поведінка членів та кандидатів ВКП(б), комсомольців і колишніх співробітників НКВС–НКДБ на окупованій території.
Зведення (рос. сводки) «про хід очистки звільненої від німецьких окупантів території складалися за кожні п’ять, потім десять днів, а з літа 1944 р. за кожні два тижні. Там були дані статистичні дані про кількість людей, арештованих підрозділами НКВС саме за їх діяльність під час окупації.
Наприклад, на 30 січня 1944 року в Україні було арештовано 19 228 осіб. З них:
- «офіційних співробітників гестапо» — 53;
- «агентури противника» — 2480;
- «підозрюваних у шпіонажі» — 527;
- «співробітників жандармерії» — 301;
- співробітників поліції — 5331;
- «осіб фашистської адміністрації» — 2811;
- «учасників антирадянських формувань» — 476; (з них членів ОУН — 408);
- «Зрадників батьківщини» — 892;
- «Зрадників» (рос. предателей) — 2796;
- «Активних німецьких посібників» — 2 447;
- «Іншого антирадянського елемента» — 1052.[20]

### Покарання
Переслідування нацистських військових злочинів було  на порядку денному антигітлерівської коаліції з жовтня 1941 року.
 
Через два роки була створена «Комісія військових злочинів ООН» (без участі Радянського Союзу)   і нарешті «Міжнародний військовий трибунал» (англ. International Military Tribunal, IMT). 
Нюрнберзький процес та Токійський трибунал — це два відомі трибунали МВТ.
Проте перший публічний процес про військові злочини відбувся у липні 1943 року в Краснодарі де злочинцями  були 11 місцевих колабораціоністів, які були членами спеціального загону СС 10а. (англ. SS Special Detachment 10a) 
 Хоча вони були засуджені до смертної кари за масові вбивства мирного населення, відповідальність за злочини була покладена на німецьке командування: командувача 17-ю армією, начальника Краснодарського гестапо та 14 інших гестапівців.
 Аргумент був дуже схожий на аргумент політичних процесів 1937-1938 років — внутрішні вороги служать іноземним фашистським і капіталістичним державам.
Після Краснодарського процесу тисячі судових процесів тривали аж до 1980-х років і процес був зразком для наступних процесів проти колабораціоністів у Радянському Союзі. 
 У Західній Україні з кінця 1940-х років  було організовано кілька показових процесів проти підпільників Організації українських націоналістів з метою мобілізації населення на активну боротьбу проти українських націоналістів.
Більшість процесів проти колаборантів у 1940-х і на початку 1950-х років не були показовими, чи навіть відкритми. Вони викривали справжніх військових злочинців і одночасно виконував політичні функції. На відміну від попередніх радянських показових процесів у 1930-х роках, де невинних людей засуджували з чисто політичних мотивів, у післявоєнних радянських процесах у справах про військові злочини, часто засуджували справжніх злочинців.
У повоєнній Україні діяв 31 військовий трибунал військ МВС, що підпорядковувалися військовому трибуналу Українського округу. У жовтні 1948 р., Україна була розділена на дві юрисдикції — Київську та Львівську.
До Київського округу входили 16 обласних військових трибуналів Східної та Центральної України, а до Львівського округу — військові трибунали Західної України, які увійшли до складу Радянського Союзу лише в 1939 році. 
На трибуналах Київського округу переважали справи проти зрадників Батьківщини — поліцаїв, старост та інші зрадників 1941-1944 рр., а  на трибуналах Львівського округу — справи проти підпілля ОУН., 
Більше половини (58 %) заарештованих в Україні в 1946-1953 роках проживали в Західній Україні.  Згідно з документом з колишнього Київського партійного архіву, 61 % засуджених зрадників батьківщини у 1946 р. були із Західної України. Більшість із них були пов’язані з ОУН та УПА.
Протягом 1943-1953 років за співпрацю з німцями було заарештовано понад 320 000 радянських громадян, а в УРСР НКВД заарештувало 93 590 потенційних «зрадників батьківщини та посібників» (рос. изменников родины и пособников).
Набагато більше радянських громадян було засуджено за військові злочини під німецькою окупацією, ніж німців. Це не є чимось специфічним для Радянського Союзу — в інших європейських країнах покарання колабораціоністів було набагато інтенсивнішим і кривавішим, ніж судове переслідування німецьких військових злочинців.
Протоколи судових засідань говорять про післявоєнне сприйняття колабораціонізму та зображають надзвичайно широке розуміння колабораціонізму радянським режимом. 
Поряд із реальними військовими злочинцями, які безпосередньо брали участь у масових вбивствах, відбуваються також суди над неповнолітніми службовцями німців, жінками, які готували та прибирали для підрозділів СС, чи колишніми «остарбайтерами», які розповідали про умови життя в Німеччині. 
 Не лише люди, які активно підтримували німців, потрапили під підозру в нелояльності, але всі, хто потрапив під вплив німецької пропаганди та мав контакт з німцями, були підозрілими, як і радянські військовополонені, репатрійовані «остарбайтери» та всі, хто залишився на окупованій території.
Довільний характер вироків стає зрозумілим на прикладі людей, які допомагали німцям експлуатувати місцеву промисловість.
 Гірничі інженери шахт Донбасу були засуджені до 20-25 років примусових робіт за «зраду Батьківщини», тоді як  охоронець табора Травники був засуджений лише на 15 років примусових робіт у 1949 році, оскільки пізніше служив у Радянській Армії, був двічі поранений та отримав кілька бойових нагород. 

### Українські військові формування Третього рейху
- Військові відділи націоналістів (липень — серпень 1939) — 1500 осіб.
- ДУН (Нахтігаль, Роланд) (квітень 1941 — грудень 1942) — 800 осіб.
- Допоміжна поліція (Українська допоміжна поліція, Шуцманшафт) (липень 1941—1945) — 5000 осіб.
- Українське Визвольне Військо (1943 — 15 квітня 1945) — 75 000 осіб.
- 14-та гренадерська дивізія Ваффен СС «Галичина» (28 квітня 1943 — 8 травня 1945) — 13 000 осіб.
- Українська національна армія (Протипанцерна бригада «Вільна Україна») (12 березня 1945 — 7 травня 1945) — понад 27 000 осіб.
- Український легіон самооборони (вересень 1943 — квітень 1945) — 1000 осіб.
- Українські юнацькі протилітунські формації (липень 1944 — квітень 1945)— до 10 000 осіб.
- Український легіон (Хорватія) (квітень 1941 — квітень 1945) — 1000 осіб.

### Галерея

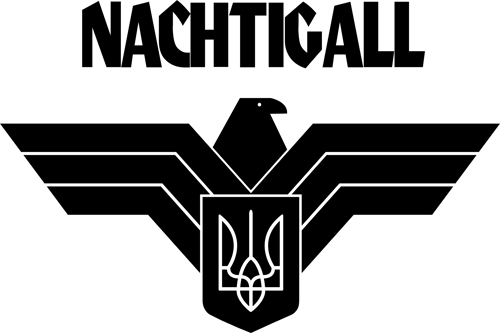
Нахтіґаль (легіон)
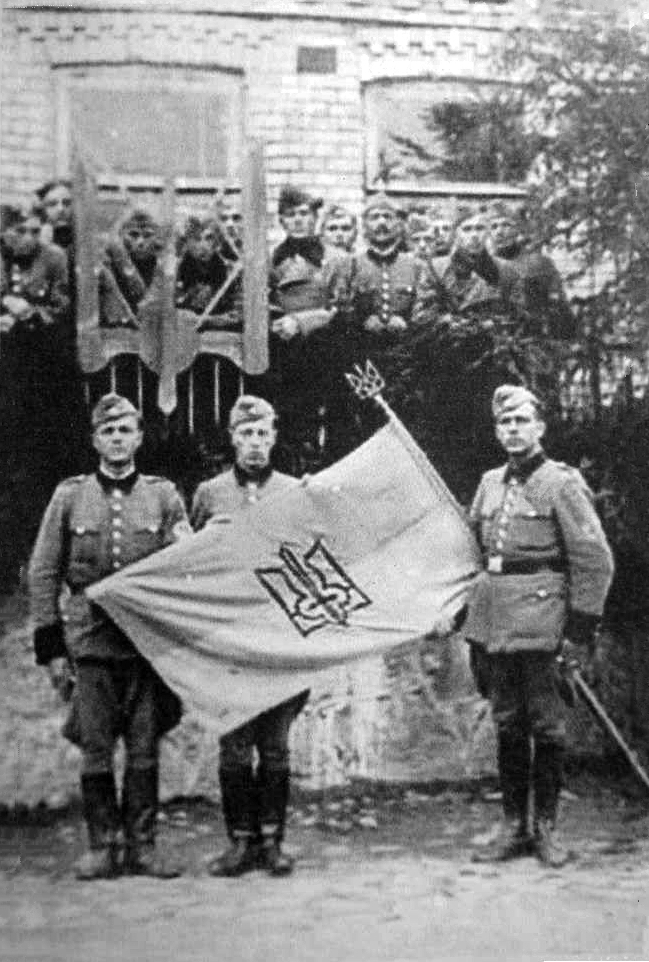
2-а рота 115-го батальйону шуцманщафта на церемонії освячення українського національного жовто-блакитного прапора. Деречин, Білорусія. 31 жовтня 1943 року.
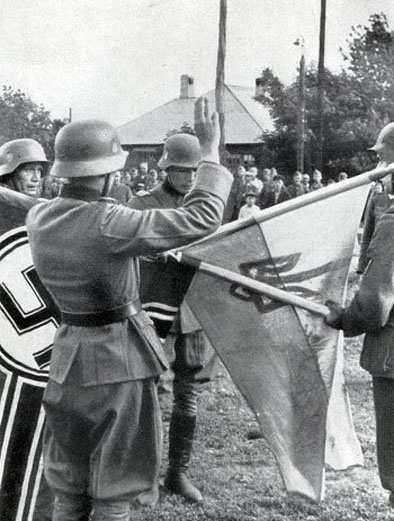
Українське Визвольне Військо
14-та гренадерська дивізія Ваффен-СС «Галичина»

## Розчарування в колабораціонізмі таукраїнський визвольний рух
З появою німецьких військ на території України після початку війни Німеччини з СРСР українські визвольні організації, що плекали надію на здобуття державної Незалежності України, у той чи інший спосіб співпрацювали певний час з німецькими громадськими чи військовими органами. Та скоро (принаймні, вже в 1942—1943 роках) з'ясувалося, що німецька влада виявилась не кращою за радянську владу.
Великих надій було сповнене проголошення 30 червня 1941 у Львові силами ОУН (б) Акту відновлення Української Держави, яким була поновлена Українська Держава (у союзницькому зв'язку з Німеччиною) та створено український національний уряд (Українське державне правління) на чолі з Ярославом Стецьком. Та ця потуга, незважаючи на її доволі союзницьке ставлення до Німеччини, була сприйнята більш ніж ворожо: вже 4 липня 1941 цей Акт було скасовано німцями, а Степана Бандеру та Ярослава Стецька після їх відмови відкликати Акт заарештували та депортували до Німеччини, де тримали до 1944 року в концентраційному таборі Заксенгаузен.
У той же час, у 1941—1943 рр. у Бабиному Яру було розстріляно 621 члена ОУН і серед них відому українську поетесу Олену Телігу разом із чоловіком. У Степана Бандери в концентраційному таборі загинули два брати. Гітлерівці розстріляли багато місцевих та сільських голів, які спочатку стали на шлях співпраці з ними. Так, першого бургомістра Києва Олександра Оглоблина було знято вже через місяць після призначення на цю посаду за «надмірну» пропаганду української національної культури, а другого — Володимира Багазія — через чотири місяці нацисти розстріляли в Бабиному Яру.
Нацистська політика німецького окупаційного режиму була спрямована на ослаблення всіх потенційних чинників національної свідомості, що могли стати складовими визвольного руху. Це виявлялося, наприклад, в обмеженні загальної освіти чотирма класами школи, зведенні вищих щаблів освіти до вузько спеціалізованих практичних фахів, придушенні самодіяльних проявів культурної ініціативи українського населення (наприклад, «Просвіти», видавничого руху), закритті наукових установ, бібліотек і музеїв та їх пограбуванні, примітивізації культурного рівня преси, театрів тощо. Ослаблення дієздатності населення досягалося виморенням голодом, обмеженням санітарно-медичного обслуговування, нелюдським ставленням до вивезених в Німеччину українських робітників (приблизно 1,5 млн) і радянських військовополонених, а також масовими екзекуціями різних груп населення за фактичну чи уявну підтримку руху опору.
Постала на початку 1942 році УПА обирає шлях супротиву обидвом тоталітарним державам. УПА залучає до своїх лав кадри ОУН(б), Поліської Січі, колишніх комбатантів українських формувань у складі німецьких військ і, з часом, перетворюється на потужну силу опору в Україні.

## Масштаби колабораціонізму з Німеччиною народів СРСР
Найбільшою таємницею радянської ідеології повоєнного часу було тривале замовчування масштабів участі радянських громадян у воєнному конфлікті на боці ІІІ Рейху. За короткий час Вермахт створив численні національні легіони зі слов'янських, кавказьких, балтійських, середньо-азійських народів і окремі російські козачі військові частини. Кількість легіонерів у лавах Вермахту перевищувала 2 050 000 бійців. При цьому чисельність російських легіонерів нічим не поступалася численності бійців інших національностей. За даними німецького командування та оцінками російських істориків, загальна чисельність представників народів СРСР (у межах 1941 р.), які входили в збройні формування на боці Німеччини (Вермахт, війська СС, поліція), складала:
- росіян — більш 1 350 тис.
- українців — 250 тис.
- білорусів — 70 тис.
- козаків — 70 тис.
- латишів — 150 тис.
- естонців — 90 тис.
- литовців — 50 тис.
- народів Середньої Азії — бл. 70 тис.
- Північного Кавказу та Закавказзя — до 115 тис.
- інших народів — бл. 30 тис.

(всього бл. 1200 тис. чоловік). Іноді надається більша цифра — 1 500 тис. чол..
За підрахунками німецького дослідника Дітера Поля, 30-40 тис. місцевих колаборантів взяли участь у здійсненні Голокосту в окупованій Україні, хоча ця цифра і не є остаточною.
За німецькими джерелами, наприкінці війни в німецькому полоні було понад 2 млн радянських військовополонених, з яких 940 тис. — у концентраційних таборах, а понад 1 000 000 було задіяно у різноманітих роботах. 
Поряд із ними до співпраці було залучено багатомільйонне цивільне населення на окупованих територіях. Лише кількість вивезених до Німеччини людей (т. зв. цвангсарбайтери (нім. Zwangsarbeiter) перевищувала 2 млн.

## Суспільна дискусія щодо ставлення до колаборантів
Тема ставлення до колаборантів є дискусійною в Україні, бо погляди на них докорінно відрізняються — від посібників нацизму до заручників свого часу чи борців за незалежність України.
Наріжним каменем у цієї дискусії є: інтересам якої України — УНР, УРСР, оголошеної Степаном Бандерою Української держави чи Райхскомісаріату «Україна» — «служили» чи «зраджували» ці люди, а також питання їх безпосередньої причетності до тяжких злочинів.
Боротьба УПА у 1940-50-х роках проти Червоної армії та радянської окупаційної влади, внаслідок радянської пропаганди, сприяла формуванню негативного для росіян та частини українців іміджу «оунівців», «упівців», «бандерівців» як агресивних націоналістів або поплічників німецького нацизму.
Зв'язок з нацизмом вже сам по собі для багатьох людей, що постраждали від окупації, є вироком, адже злочини нацистських керівників (розв'язування агресії, геноцид євреїв, злочини проти людства) були засуджені на Нюрнберзькому трибуналі.
Насправді спроби офіційно визнати злочинцями учасників українського визвольного руху були невдалими:
- На Нюрнберзькому процесі (1945—1946 рр.) ОУН не було визнано злочинною організацією.
- У 1954 році в США відбулися слухання слідчої комісії Конгресу, яка зняла з ОУН звинувачення в причетності до Голокосту.[38] Більш того, у лавах УПА бились представники багатьох національностей, включаючи євреїв.
- У 1985—1987 рр. у Канаді було проведено декілька судових слухань щодо українців, звинувачених у військових злочинах (багато з них були членами дивізії Ваффен-СС «Галичина»). Комісія на чолі з суддею Верховного суду Квебеку Жюлем Дешенем (Jules Deschênes) визнала, що обвинувачення у військових злочинах не були підтверджені… Членство у дивізії «Галичина» не є достатнім доказом для переслідувань їх [обвинувачених] у суді.[39][40]

До співпраці з німцями частково призвів також суспільний терор, розгорнутий у СРСР. Хоча УРСР отримала формальні ознаки державності, за це вона мала заплатити багатомільйонну людську ціну. Штучно створені Голодомори, колективізація, арешти та страти інтелігенції (процес Спілки Визволення України та ін.), терор та депортація українців із заходу України напередодні війни різко знизили лояльність населення до радянської влади.
З іншого боку, українці, які служили у Червоної армії чи були членами партизанського руху, також у більшій чи меншій мірі сприяли поширенню тоталітарної влади на держави Східної та Центральної Європи після Другої світової війни. Впродовж двох перших років цієї війни СРСР також «співпрацював» з Німеччиною (Пакт Молотова — Ріббентропа, Угода про кордони та дружбу) та вів жваву торгівлю сировиною та технологіями.
В останні роки у країнах Балтії питання колабораціонізму також стало темою суспільної дискусії. Комісії, створені для розглядання його спадщини, доходять до висновку, що не може бути загального обвинувачення всіх колаборантів, особливо на фоні попередньої агресії СРСР у 1940 р. 
При цьому вони визнають, що персони, причетні до скоєння військових злочинів чи злочинів проти людськості під час співпраці з німцями мають бути чесно покарані.

## Галерея

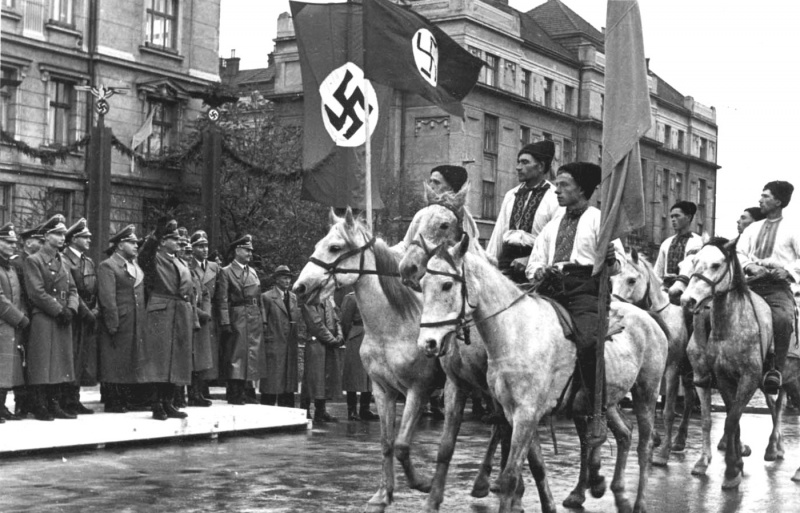
Парад у Станіславі (Івано-Франківськ) на честь візиту генерал-губернатора  Ганса Франка
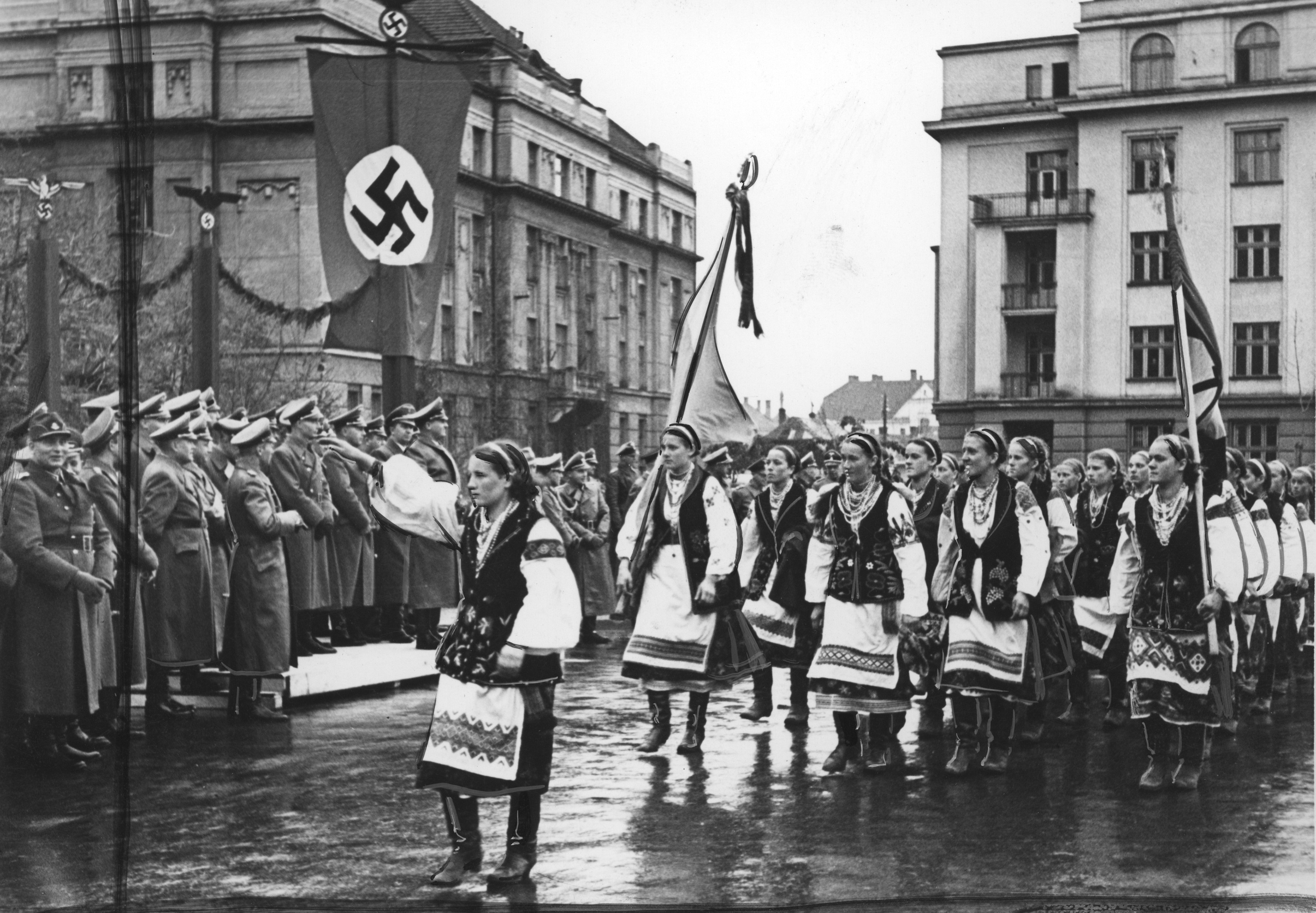
Парад у Станіславі (Івано-Франківськ) на честь візиту генерал-губернатора Ганса Франка
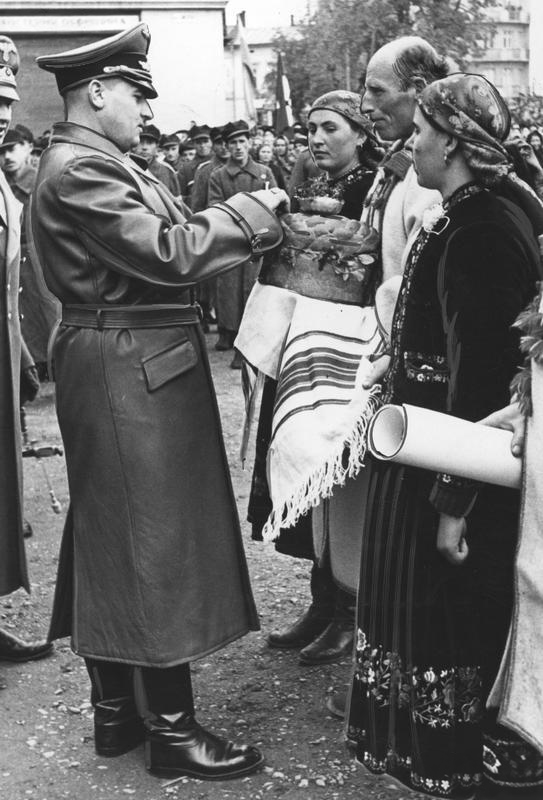
Ганс Франк у Станіславі (жовтень 1941 року)
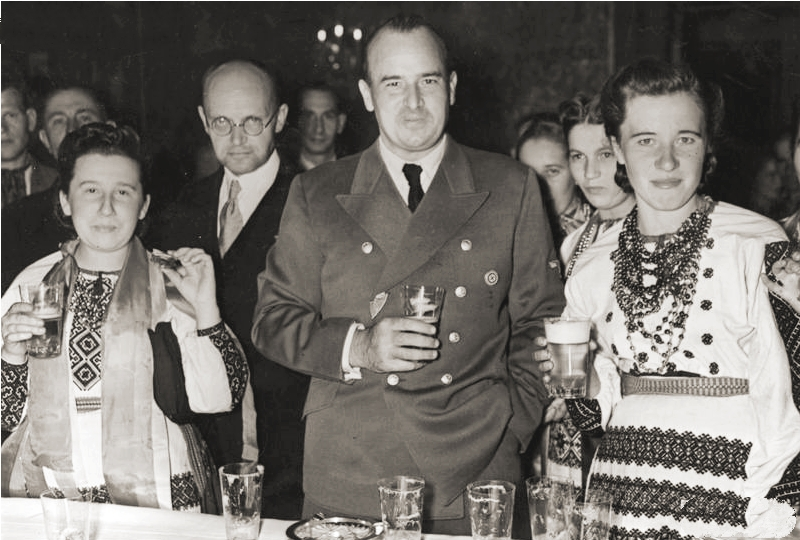
Ганс Франк приймає українську делегацію в Королівському палаці Кракова
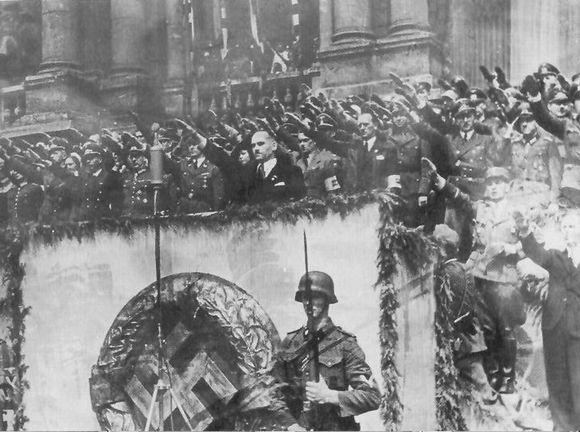
Керівництво Галичини вітає добровольців. На передньому плані — Голова Військової Управи полк. Альфред Бізанц. 18 липня 1943 рік.
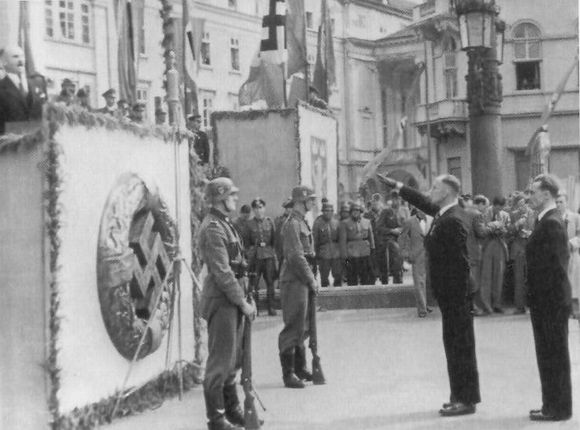
Майор Євген Побігущий підходить до трибуни та салютує. 18 липня 1943 року.
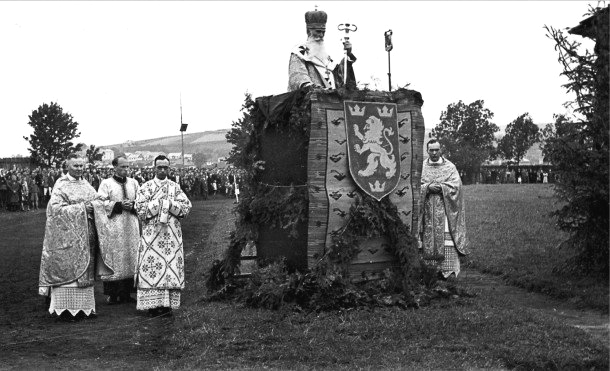
Єпископ Перемишльської єпархії Української греко-католицької церкви Йосафат Коциловський благословляє добровольців дивізії СС "Галичина". 4 липня 1943 року
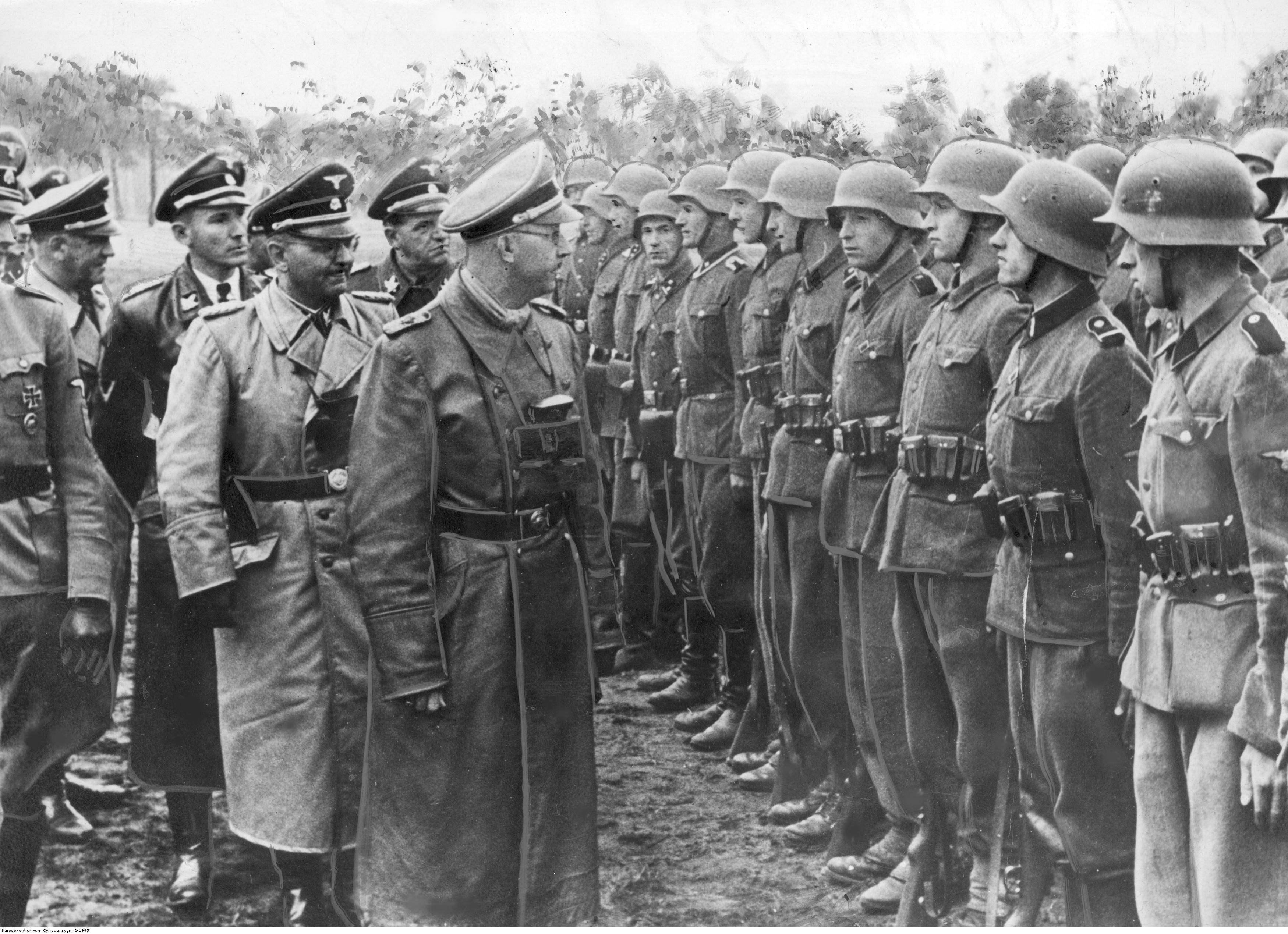
Рейхсфюрер Генріх Гіммлер (на передньому плані) у супроводі німецьких офіцерів перед підрозділом 14-ї гренадерської дивізії Ваффен СС «Галичина». Серед офіцерів видно Отто фон Вахтера.
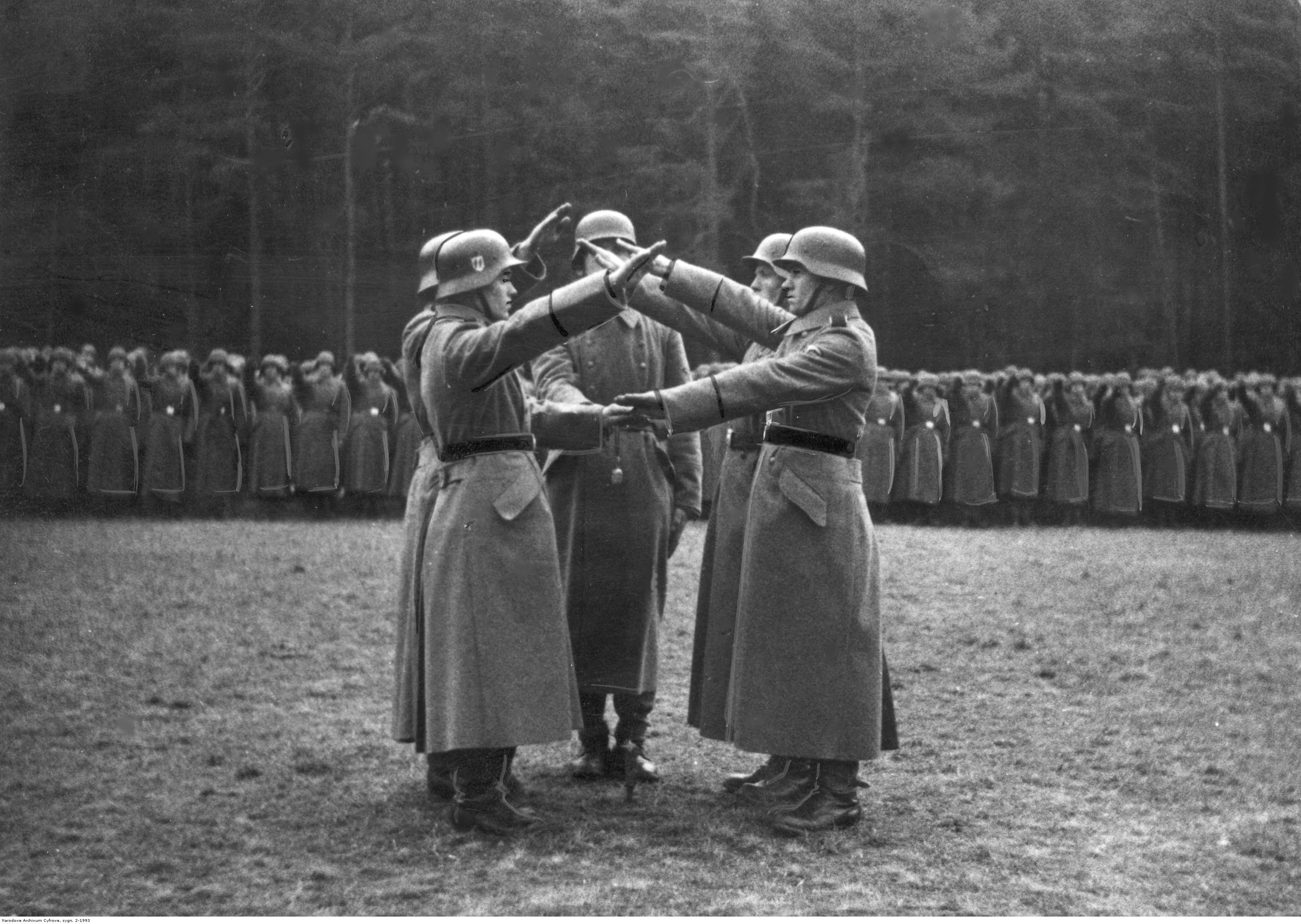
Приведення до присяги 14-ї гренадерської дивізії Ваффен СС «Галіція». На передньому плані солдати, які складають присягу.
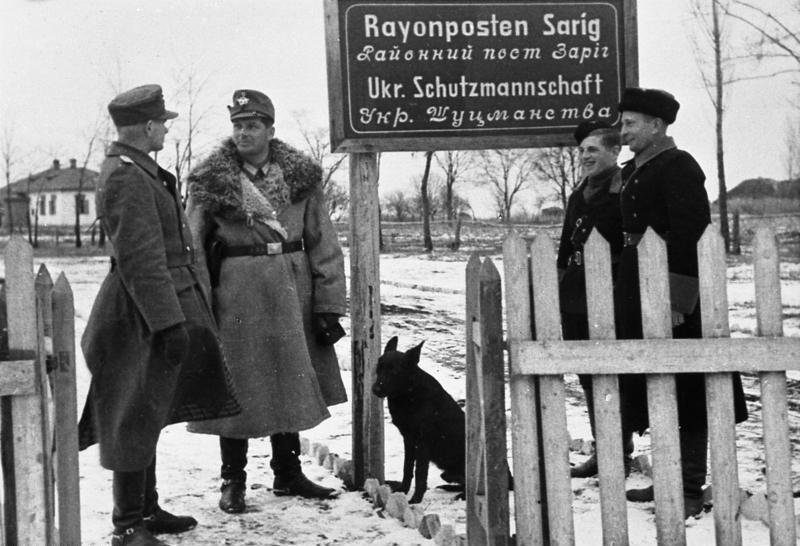
Німецький та український персонал української допоміжної поліції посту Заріг (Полтавська область). Грудень 1942 року
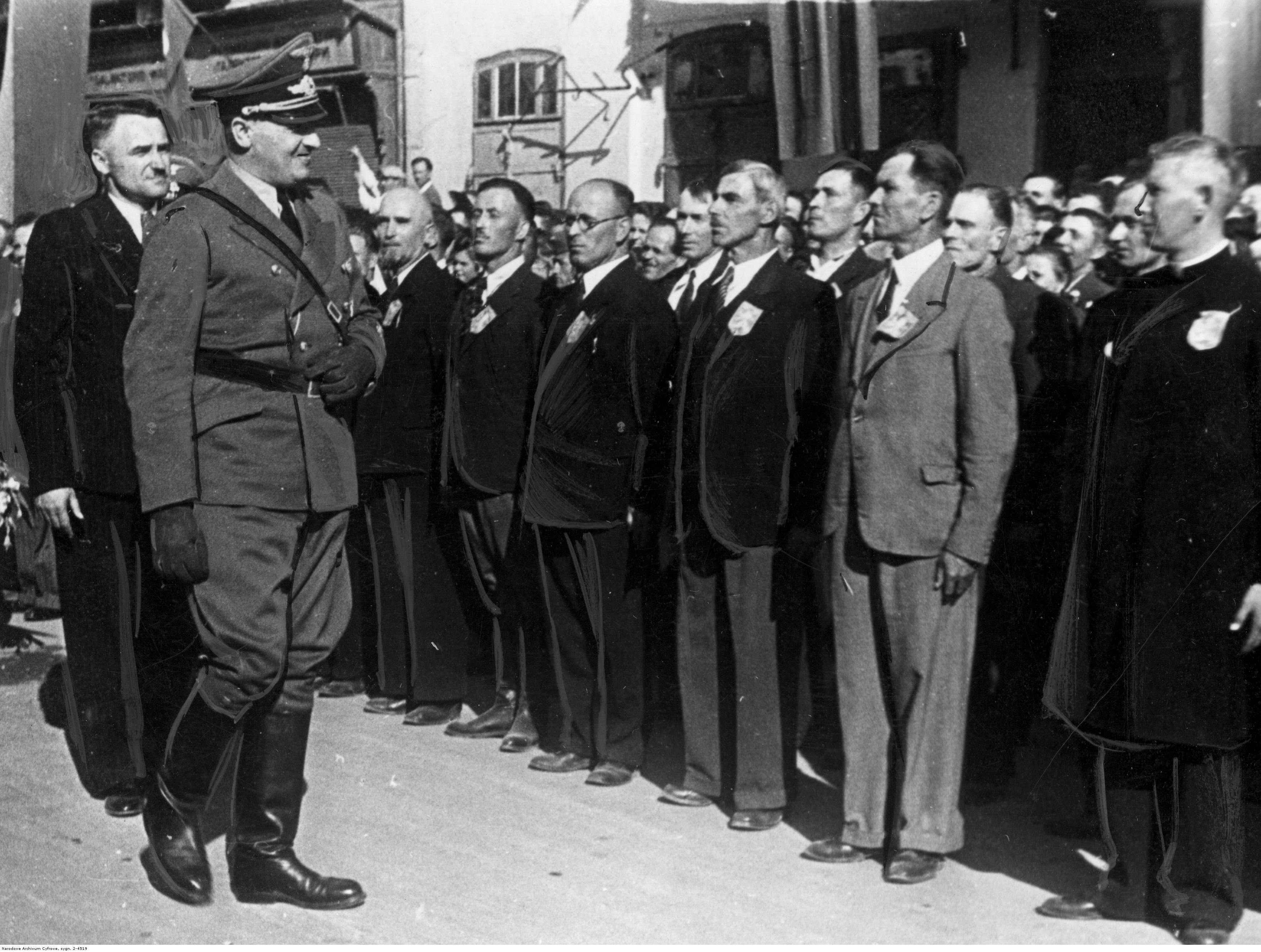
Генерал-губернатор Ганс Франк оглядає добровольців СС «Галичина» у Дрогобичі